# Боярские
Боярские (пол. Bojarski, укр. Боярські) — дворянский род шляхетского происхождения, одна из его ветвей ведёт начало восходит к колонизатору слободских полков, шляхтичу Фёдору Боярскому. Эту ветвь записали в VI часть родословных книг Полтавской и Харьковской губерний, но Герольдия Правительствующего сената не утвердила её в древнем дворянстве из-за недостатка доказательств. Другая ветвь происходит от капитана польских войск Михаила Боярского, жившего в середине XVII века. Герольдия утвердила эту ветвь.. В Империи Габсбургов проживал третий род Боярских, подтвердивший своё шляхетское происхождение в королевстве Галиции и Лодомерии.

## Описание герба
В лазуревом поле серебряная стрела над золотым, рогами вверх, полумесяцем. Щит увенчан дворянскими шлемом и короною. Нашлемник: Пять павлиных перьев, пронзенных в пояс серебряною стрелою. Намет: справа — лазуревый, с серебром, слева — лазуревый, с золотом.

Предок рода Боярских, Михаил Боярский служил в Польских войсках и по привилегии Короля Польского Ивана Казимира 1658 года, пожалован Капитаном и именован дворянином. Потомки его владели населенным крестьянами имением и внесены в 6 часть родословной книги, по Волынской губернии.

9 Марта 1851 года пожалован Эдуарду Боярскому диплом на дворянство.
Д. Замятин
— Лист 38 11-го тома «Общего Гербовника дворянских родов Всероссийской Империи»

### Герб Боярских, потомства секунд-майора Ивана Михайловича Боярского
В золотом щите, на зелёной земле, чёрный с червлеными (красными) глазами и языком бык, привязанный червлёною веревкой к горящему пню натурального цвета, с червленым пламенем. В чёрной главе щита, горизонтально, золотой лук, обремененный двумя перекрещенными золотыми стрелами. Над щитом коронованный дворянский шлем. Нашлемник — пять страусовых перьев: среднее — чёрное, второе и четвёртое — золотое, крайние — чёрные. На среднем пере воткнутый в корону серебряный меч с золотой рукоятью в серебряных ножнах с золотыми украшениями. Намёт чёрный, подложен золотом. Девиз «Сильные впереди» чёрными буквами на золотой ленте
— Лист 128 16-го тома «Общего Гербовника дворянских родов Всероссийской Империи»

## История рода
Боярские упомянуты в «Боярскую книгу 1639 года». В ней были записаны московские дворяне: Боярский Иван Фёдорович в 1627—1640 г. и Боярский Степан Фёдорович 1636—1640 г.
Исходя из документов архива департамента герольдии Правительствующего сената, дворяне Боярские числились в следующих губерниях: Киевская, Минская, Московская, Подольская и Харьковская. По происхождению от разных предков, Боярские распадаются на два независимые рода: минских и подольских, из которых последний разделился на ветви харьковскую и киевскую.
При царствовании Екатерины II, от харьковской ветви, было подано ходатайство о признании в дворянстве рода Боярских. Их фамилия была внесена в шестую часть «Общего Гербовника» в 1788 году. Уездный предводитель дворянства Ахтырского уезда, капитан Иван Васильевич Боярский, предоставил на утверждение герольдмейстерской конторы, рисунок герба и объяснение о своём роде. По его объяснению (дело в архиве герольдии № 64, 1797 год), предки Боярских вышли из Славонии при овладении этою страною турками и нашли прибежище в областях Речи Посполитой-польской, на Украине, по реке Бугу, заведя слободы Маньковку и Боярку. Король Сигизмунд II пожаловал славонским переселенцам в собственность занятые и возделанные ими, а до того пустопорожние места, которые к тому же должны они были сами своими силами защищать от турок и крымских татар, именно с этой стороны обыкновенно вторгавшихся в польские границы. Тогда же (при Сигизмунде II) был дан роду Боярских и герб, который герольдией в 1797 году принят и утверждён законным порядком. Герб этот представлял вола, привязанного к горя горящему пню дерева, под которым изображён лук со стрелами, а на земле, ниже вола, буква «B» латинского алфавита (начальная фамилия Боярских по польской транскрипции). Вол (по объяснению капитана И. В. Боярского) — обозначал отличные успехи предков в обрабатывании часто разоряемой местности, упорство их и стойкость на месте поселения, где редкий наезд врагов не обращал в пепел жилья их и где на защиту своей движимости приходилось им постоянно быть вооружёнными. Лук и стрелы могли выражать боевые тревоги, в которых проходила жизнь переселенцев-славян, на пограничном посте своём встречавших врагов первыми. И. В. Боярский уже прибавил, со своей стороны, «для приличия», самопроизвольно, одно зелёное поле гербового щита, не зная, какое оно было в старину или какое полагалось. Герольдмейстерская контора не нашла в этом препятствия утвердить герб.
Свою генеалогию капитан Боярский показал весьма обстоятельно, называя первым лицом родовой ветви харьковских Боярских — Фёдора Боярского, переселившегося с реки Буга на земли, отведённые Ахтырскому полку малороссийского войска, возле речек Мерли и Колонтаевке. В селении Колонтаевке (Любашёвский район, Антоновка?) Фёдор Боярский основал свою резиденцию, будучи пожалованным в сотники Ахтырского полка во второй половине XVII века.

### Поколенная роспись Фёдора Боярского (всеправославные)
- Григорий Фёдорович Боярский (ст. сын Фёдора Боярского) — полковой обозный Ахтырского полка малороссийского войска.
- Матвей Фёдорович Боярский (ср. сын Фёдора Боярского) — судья.
- Тимофей Фёдорович Боярский (мл. сын Фёдора Боярского) — после 59-й летней службы в полку, вышел в отставку в чине полковника.
- Василий Тимофеевич Боярский (сын Тимофея Фёдоровича) — служил уже в Харьковском полку, по переформировании казаков харьковских в гусары, с 1765 года состоял воеводским товарищем в Ахтырской провинции и, назначенный от неё депутатом в комиссию нового Уложения (1767 год), умер в Петербурге (состоя её членом) в 1775 году.
- Иван Васильевич Боярский (сын Василий Тимофеевича) — прослужив в военной службе 34 года (1753—1787), после был на службе по выборам дворянства. Сын его (род. в 1794 году) в 1825 году просил о включении в родословную сына Николая (двух лет) и двух дочерей.
- Петро Матвевич Боярский (сын судьи Матвея Боярского) — сотник[источник не указан 1311 дней].

## Киевская ветвь
Киевская ветвь рода Боярских (дело архива герольдии № 69, 1845 год) считает предком своим Семёна Боярского.

### Поколенная роспись Семёна Боярского
- Григорий Семёнович Боярский — назван был дворянином в дарственной записи, в книге Каменец-подольских городских актов 1630 года. Ему принадлежали в Подольском воеводстве селения: Васильковец и Иорковец, в Луцком уезде имение Любитово.
- Иван Григорьевич Боярский (сын Григория Семёновича) — ему после смерти его отца перешло имение Любитово в вотчину (30 августа 1669 года).
- Иван Иванович Боярский (сын Ивана Григорьевича) — ему так же после смерти его отца перешло имение Любитово (5 мая 1710 года). Он заключил сделку с помещиком Донским (17 сентября 1770 года) на уступку ему своей части Любитова, по согласию с сыновьями своими: Михаилом, Антоном, Иваном и Осипом.
- Михаил Иванович Боярский (сын Ивана Ивановича) — записан в дворянскую книгу Киевской губернии (30 мая 1816 года). Его сыновья: Антон, Михаил, Адам, Юлиан и Викентий. Так же было потомство и у его братьев.

## Подольская ветвь
Подольская ветвь Боярских в дворянстве не была признана, и род их исключён из родословной книги Подольской губернии, по указу Герольдии от 11 ноября 1839 года, последовавшему на имя комиссии, Высочайше утверждённой для ревизии действий подольского дворянского депутатского собрания.

## Московская ветвь
В Московской губернии зачислен и утверждён (по определению 30 июля 1846 года (дело архива герольдии, № 44, по Московской губернии)) в дворянстве майор Антон Иванович Боярский, происходивший от подольской ветви, не имевший земли и женатый (в 1837) на Раисе Александровне Некрасовой.

## Минская ветвь

Герб Сас

В Минской губернии дворяне Боярские относились к гербу Сас и утверждены в дворянстве в 1835 году с внесением в шестую родословную книгу. Они совсем другого происхождения, чем род и ветви, описанные выше. Их предком считается — представленным при утверждении в дворянстве (дело архива герольдии 1833 года № 26, по Минской губернии) — Иохим Валентинович Боярский (из панцирных бояр литовских), в смутное время войн с Россией Сигизмунда III и Владислава IV, успевший захватить часть имения Загоровских в Смоленском воеводстве, Катынской волости, возле русской границы (над рекой Прушаговкою, починки Бруев и Сума). В этом захвате он прикрывался именем «сановников в совете и свите» королевской (так говорится в привилегии, данной Владиславом IV Загоровскому от 1 апреля 1636 года. Иохим Валентинович Боярский был в то время виленским скарбником.

### Поколенная роспись Иохима Валентиновича
- Степан Иохимович Боярский — чашник смоленский. Его отец (Иохим Валентинович), величая себя сыном «Валентина з бояржа — Боярского, князя земли Херсонской и Елизаветской», отписал ему в завещании, в Вилькомирском повете — 26 домов, в селениях: Высокие Свирны, Лабуницы, Роговцы и фольварк Иохимов. Умер в 1698 году.
- Генрих Степанович Боярский (сын Степана Иохимовича) — обеднел, в ходе наследственной тяжбы, ещё начатую его дедом и закончившуюся с ущербом их достояния.
- Клеофас Степанович Боярский (сын Степана Иохимовича) — род. в 1729 году.
- Иосиф Генриховович Боярский (сын Генрих Степанович).
- Франц-Михаил Иосифович Боярский (сын Иосифа Генрихововича).
- Иосиф Франциевич Боярский (сын Франц-Михаила Иосифовича).
- Иван-Юлиан Боярский (сын Иосифа Франциевича) — сына Франца-Михаила — родителя Иосифа и Ивана-Юлиана. Межевой судья мозырского апелляционного суда, просил об утверждении в дворянстве. В деле архива герольдии (1883 года № 36, по Минской губернии), кроме герба Сас, находится ещё родословие от Валентия Боярского до Ивана-Юлиана включительно.

## Галицкая ветвь
Игнат из Ролева — участник шляхетского съезда 1427 года. В 1449 году собственниками Ролева были Пётр и два Ивана Шешников.
С 1460-х годов количество задокументированных упоминаний о собственниках этого поселения, часть которых впоследствии получили название Бояри, возрастает. Абсолютно точно можно утверждать, что в последней четверти XV — начала XVI в.в. они не имели общего предка по мужской линии. Одна ветвь происходит от Попелей. Попели-Платковичи, или Боярские Платковичи жили в Боярах до 1630-х годов. Остальные известные с 1520-х годов ветви Боярских из Ролева-Бояров.